# Политический плюрализм
Полити́ческий плюрали́зм — принцип, содействующий существованию многообразия политических сил с конкуренцией между ними за представительство в органах государственной власти.
Институты полиархии создают условия для появления независимых и разнообразных организаций, играющих важную роль в политической жизни страны, что влечёт за собой политический плюрализм. Политический плюрализм предполагает легальное столкновение интересов, дискуссии между сторонниками различных точек зрения. Другими словами — многопартийность.
Необходимыми, но недостаточными условиями для существования политического плюрализма являются демократия, идеологический плюрализм и идеологическое многообразие, свобода, в том числе политическая свобода, свобода слова и свобода массовой информации, многопартийная система, политическая оппозиция, честные и свободные выборы, парламентаризм и парламентская демократия, независимые от государства общественные организации.
Политический плюрализм использует основные концепции социологического плюрализма (о равноправии факторов социального развития) для обоснования идеи многообразия политических доктрин и практических действий по их воплощению.

## Критика
С марксистско-ленинских позиций политический плюрализм выступает не столько как подлинное отражение многообразия взглядов, сколько как инструмент буржуазной надстройки, обеспечивающий господство частной собственности и правящих классов. Формальное признание множества партий и движений зачастую создает иллюзию равенства, тогда как реальное распределение ресурсов и влияние остаются в руках экономически привилегированных групп. При этом «дискурс» ограничивается рамками, не затрагивающими принципы частной собственности, что отсекает от легитимного политического процесса любые требования о социализации ключевых отраслей экономики или установлении диктатуры пролетариата.
Наличие оппозиции и множественности выборов придает системе видимость легитимности и служит своего рода «разрядным клапаном», позволяя отток протестных настроений в контролируемом формате. В результате классовое противоречие между трудом и капиталом оказывается притушенным: критика в рамках плюрализма сводится к обсуждению второстепенных тактических вопросов, таких как налоговые ставки или уровень социальных выплат, не ставя под вопрос самих основ эксплуатационных отношений.
Диалектическое противоречие плюрализма состоит в том, что с одной стороны он вовлекает широкие массы в политическую жизнь, а с другой – жестко ограничивает политическую инициативу и самоорганизацию в заранее определённых границах. Это приводит к стагнации общественного сознания и снижению готовности к подлинным социальным преобразованиям, препятствуя переходу к социалистической модели, где средства производства находились бы в общественной собственности, а власть действительно выражала бы интересы большинства трудящегося населения.